# Anime News Network
Anime News Network (ANN) is a website tin tức chuyên đưa tin về tình hình của anime, manga, trò chơi điện tử, J-pop và các nền văn hóa liên quan khác tại Bắc Mỹ, Úc, Đông Nam Á và Nhật Bản. Website cung cấp các bài đánh giá, nội dung biên tập, diễn đàn thảo luận về các sự kiện nổi bật, cùng một bách khoa toàn thư chứa thông tin về nhiều anime và manga bao gồm đội ngũ sản xuất, dàn diễn viên lồng tiếng, nhạc chủ đề, tóm tắt cốt truyện và đánh giá từ người dùng.
Website được thành lập vào tháng 7 năm 1998 bởi Justin Sevakis và từng điều hành tạp chí Protoculture Addicts từ 2005 đến 2008. Đặt trụ sở tại Hoa Kỳ, ANN có các phiên bản tin tức riêng biệt nhắm đến độc giả tại năm khu vực: Hoa Kỳ và Canada, Anh và Ireland, Australia và New Zealand, Đông Nam Á, và Ấn Độ.

## Lịch sử
Website được thành lập bởi Justin Sevakis vào tháng 7 năm 1998. Vào tháng 5 năm 2000, CEO Christopher Macdonald gia nhập đội ngũ biên tập, thay thế tổng biên tập Isaac Alexander. Vào ngày 30 tháng 6 năm 2002, Anime News Network ra mắt Bách khoa toàn thư, một cơ sở dữ liệu cộng đồng về anime và manga, bao gồm thông tin nhân sự, diễn viên lồng tiếng cùng các công ty tham gia sản xuất hoặc bản địa hóa.
Vào ngày 7 tháng 9 năm 2004, bản tin trực tuyến Sci Fi Weekly của Sci Fi Channel vinh danh ANN là Website của tuần. Vào ngày 18 tháng 9 cùng năm, ban biên tập ANN chính thức hợp tác với tạp chí anime Protoculture Addicts; từ tháng 1 năm 2005, tạp chí này bắt đầu xuất bản dưới sự kiểm soát biên tập của ANN.
Vào tháng 1 năm 2007, ANN ra mắt phiên bản dành cho độc giả Úc. Vào ngày 4 tháng 7 năm 2008, khởi động nền tảng video với thư viện trailer anime cùng chương trình tin tức ANNtv.
Vào ngày 7 tháng 8 năm 2017, một hacker chiếm quyền kiểm soát tên miền animenewsnetwork.com, đồng thời xâm nhập một số tài khoản Twitter của trang, bao gồm tài khoản cá nhân của CEO Christopher Macdonald và Tổng biên tập Zac Bertschy. Trang web tạm thời chuyển sang animenewsnetwork.cc cho đến khi đội ngũ lấy lại được tên miền gốc. Trong bài viết đăng vài ngày sau sự cố, Macdonald tiết lộ toàn bộ quá trình tên miền bị đánh cắp.
Vào ngày 1 tháng 11 năm 2022, Kadokawa Corporation thông báo thỏa thuận mua lại phần lớn hoạt động truyền thông của ANN thông qua công ty con mới Kadokawa World Entertainment. Christopher Macdonald, chủ tịch của ANN, được bổ nhiệm làm nhà xuất bản của Kadokawa World Entertainment. Macdonald cùng Bandai Namco Filmworks giữ cổ phần thiểu số trong công ty mới.

## Tính năng
Các bài viết liên quan đến anime và manga trên Anime News Network thường được nghiên cứu bởi đội ngũ nhân viên ANN. Ngoài ra, một số cộng tác viên cũng đóng góp bài viết tin tức dưới sự kiểm duyệt của ban biên tập.
Trang web này duy trì một danh mục liệt kê các tựa anime và manga, cùng với những cá nhân và công ty tham gia sản xuất mà họ gọi là "bách khoa toàn thư". ANN cũng đăng tải một số chuyên mục thường kỳ bao gồm chuyên mục hỏi đáp "Hey Answerman", chuyên mục đánh giá với tựa đề "Shelf Life", chuyên mục viết về các tác phẩm cũ hoặc bị lãng quên có tên là "Buried Treasure" do Sevakis phụ trách.
ANN còn có diễn đàn với các chủ đề riêng đi kèm mỗi tin tức để người đọc thảo luận. Ngoài ra, Anime News Network cũng duy trì một kênh trò chuyện IRC trên mạng WorldIRC tên là #animenewsnetwork.